# Прапор Кривого Рогу (фільм)
Прапор Кривого Рогу (нім. Die Fahne von Kriwoj Rog, англ. The Banner Of Kriwoi Rog) — східно-німецький повнометражний художній фільм, екранізація однойменного роману німецького політика та письменника Отто Готше 1959 року (ISBN 3354003928). Світова прем'єра відбулася 25 жовтня 1967, на екрани НДР вийшов 27 жовтня 1967, перший телеефір фільму був 5 серпня 1970 на каналі DFF1. Фільм знятий в чорно-білому форматі на 35 мм плівку (1:2,35) довжиною 2971 метрів (108 хвилин) в моно аудіо форматі.

## Сюжет
Фільм розповідає про подарований німецьким шахтарям прапор, його історію та історії його порятунку, дружбу, відвагу і силу духу в найважчі моменти.
В кінці 20-х років двадцятого століття саксонський шахтар Отто Брозовський пише листа радянським гірникам. Розгортається дружба між радянськими та німецькими гірниками, на знак цієї дружби шахтарі Мансфельда отримують червоний прапор з вітальним написом від гірників Кривого Рогу з рудника ім. Дзержинського. Прапор став для Отто Брозовського, його родини і друзів символом боротьби за ідеали соціалізму. Символом, який давав сили в найважчі моменти — на відсіч поліції під час страйку, на боротьбу зі штурмовими загонами НСДАП. Прапор давав надію, не дозволяв зневіритися у важкі часи влади нацистів над Німеччиною.
У 1945 році, коли Друга світова війна закінчується, місто окуповане американськими військами, які також хочуть конфіскувати прапор. У липні 1945 року Отто з прапором зустрічає Червону Армію.

## У ролях
- Ервін Гешоннек — Отто Брозовський
- Марга Легаль — Міна Брозовська
- Хельмут Шелльхардт — Отто Брозовський (молодий)
- Харрі Хіндеміт — Бургомістр Зонкель
- Фред-Артур Гепперт — Рюдігер
- Ева-Марія Гаґен — Ельфріда
- Манфред Коло
- Хорст Кубі
- Та інші.

## Нагороди
- 1967 — Премія молодіжного журналу «Нове Життя»;
- 1968 — Національна премія 1-го класу.